# Ali Chebah
Ali Chebah est un boxeur français né à Mont-Saint-Aignan le 30 septembre 1985.

## Carrière
Passé professionnel en 2001, il remporte le titre vacant de champion d'Amérique du Nord NABF des poids super-légers en 2009 après sa victoire par KO au second round face à Joel Juárez. Chebah conserve son titre contre Fidel Monterrosa Muñoz et Javier Prieto puis le laisse vacant et s'incline aux points face au nigérian Ajose Olusegun le 30 septembre 2011 lors d'une demi-finale mondiale pour le titre WBC.

## Référence
1. ↑  (en) Ali Chebah vs. Joel Juarez (boxrec.com)